# International Conference on Cryptologic History
International Conference on Cryptologic History (ICCH), deutsch „Internationale Konferenz zur Kryptologiegeschichte“, ist ein englischsprachiges Forum und eine Website zur Geschichte der Kryptologie. Dazu gehört das Enigma Forum, eine jährlich stattfindende Konferenz zum Thema. 
Die ICCH wurde 2004 unter dem Namen Crypto Collectors („Krypto-Sammler“) gegründet und umfasst Mitglieder in vielen Ländern der Welt. Auf dem Internetforum kann über die Thematik diskutiert werden und Gedanken sowie Informationen ausgetauscht werden. Außerdem werden dort alle zwei Wochen online Vorträge in Form von Videokonferenzen (Webex) für die Gruppenmitglieder gehalten. Ferner gibt es einen öffentlich zugänglichen Teil mit Informationen zu Referenten sowie zukünftigen und vergangenen Veranstaltungen zur Kryptologiegeschichte. 
Einmal jährlich treffen sich die Mitglieder im öffentlichen Rahmen auf der Amateurfunk-Messe Ham Radio in Friedrichshafen am Bodensee zum Enigma Forum. Hier gibt es Vorträge in Präsenz sowie Diskussionen. Einige der Mitglieder nutzen diese Gelegenheit auch, um ihre Sammlerstücke (zumeist Chiffriermaschinen) auf dem Forum oder auf dem begleitenden Flohmarkt dem Publikum zu präsentieren.